# Arnold Rudolph Bodmer
Arnold Rudolph Bodmer geborener Arnold Billigheimer (* 23. Mai 1929 in Frankfurt am Main; † 11. Februar 2020 in Downers Grove, Illinois) war ein deutsch-US-amerikanischer Physiker.

## Leben
Arnold Billigheimer war ein Sohn des aus Würzburg stammenden Arztes Ernst Julius Israel Billigheimer (1892–1968) und der Lehrerin modernen Tanzes Sylvia Emily Bodmer (1902–1989), sein 1932 geborener Bruder Gerald wurde zunächst klassischer Klarinettist und dann Handtaschenfabrikant, sein 1936 geborener Bruder Walter ein bedeutender Humangenetiker. Die Familie Billigheimer floh 1938 vor der deutschen Judenverfolgung nach England und kam in Manchester unter. Sie änderte 1947 den Namen in Bodmer und erhielt die britische Staatsbürgerschaft. Arnold Bodmer studierte Physik an der University of Manchester mit einem B.A. im Jahr 1949, er wurde 1953 promoviert. Er blieb an der Universität und arbeitete dort als Dozent. Er heiratete 1956 Doris Zerbe, die 1953 Schweizer Meisterin im Eiskunstlauf geworden war. Sie hatten vier Kinder.
Bodmer zog 1963 in die USA und arbeitete als Physiker am Argonne National Laboratory und wurde Professor an der University of Illinois at Chicago. Er forschte zur Seltsamen Materie. Bodmer war Mitglied des britischen Institute of Physics und wurde Fellow der American Physical Society. Bodmer wurde 1978 in den USA naturalisiert.

## Schriften (Auswahl)
- Some electric properties of nuclei. Dissertation. University of Manchester, 1953